# Liczba kapilarna
Liczba kapilarna – jedna z liczb podobieństwa stosowanych w mechanice płynów w odniesieniu do przepływów dwufazowych, a zatem w sytuacji, gdy płynący ośrodek składa się z dwóch niemieszających się ze sobą cieczy (np. oleju i wody) lub cieczy zawierającej pęcherzyki gazu.
Liczba kapilarna jest stosunkiem powstających w płynącej cieczy naprężeń ścinających związanych z jej lepkością do sił kapilarnych związanych z napięciem powierzchniowym na granicy fazy ciekłej i gazowej, lub dwóch niemieszających się ze sobą faz ciekłych.
Dla przepływu o charakterystycznej prędkości {\displaystyle V,} liczba kapilarna {\displaystyle Ca} definiowana jest wzorem:
{\displaystyle {\text{Ca}}\ {\stackrel {\mathrm {def} }{=}}\ {\frac {\mu V}{\gamma }},}
gdzie:
{\displaystyle \mu } – lepkość dynamiczna cieczy,
{\displaystyle \gamma } – napięcie powierzchniowe między płynącymi cieczami (lub między cieczą a gazem).
Dla wysokich wartości liczb kapilarnych przepływ jest zdominowany przez efekty lepkościowe, dla niskich (typowo, mniejszych niż {\displaystyle 10^{-5}}) przez efekty powierzchniowe (kapilarne).